# Marine-Forum
Das Marine-Forum (Eigenschreibweise: marineforum) ist eine monatlich erscheinende Fachzeitschrift für Seefahrtthemen in Außen- und Sicherheitspolitik, Rüstungswirtschaft und Seeverkehr. Zweimal im Jahr erscheinen Doppelausgaben.
Die Zeitschrift erscheint seit 1919 vormals auch unter den Namen Marine-Offizier-Hilfe oder MOH-Nachrichten oder MOV-MOH-DMI-Nachrichten. Sie wird herausgegeben vom Deutschen Maritimen Institut in Wilhelmshaven und ist auch Publikation der Marine-Offizier-Vereinigung (MOV). In der Zeitschrift werden Themen zur Deutschen Marine und anderen Seestreitkräften weltweit, zu Marinerüstung, Schifffahrt, Schiffbau und Schiffbautechnik, zur Geschichte der Schifffahrt und zum allgemeinen See- und Völkerrecht aufgegriffen. Die Autoren sind Fachleute aus der Industrie, den Streitkräften, Wirtschaft, Politik und Geschichte.
Die Zeitschrift hat einen Umfang von etwa 48 bis 64 Seiten. Die Mitglieder der Marine-Offizier-Vereinigung (MOV) erhalten eine um die MOV-MOH-DMI-Nachrichten erweiterte Ausgabe. Im Jahr 2020 erschien der 95. Jahrgang der Zeitschrift.